# Campionato europeo maschile under 18 di calcio 1995
Il Campionato europeo Under-18 1995 fu organizzato in Grecia dal 15 al 22 luglio.

## Squadre qualificate
- Ungheria
- Norvegia
- Grecia (Nazione ospitante)
- Italia
- Slovacchia
- Spagna
- Paesi Bassi
- Turchia

## Gironi

### Gruppo A
| Squadre    | P | V | N | P | GF | GS | DR | Pts |
| ---------- | - | - | - | - | -- | -- | -- | --- |
| Italia     | 3 | 2 | 0 | 1 | 6  | 3  | +3 | 6   |
| Grecia     | 3 | 1 | 1 | 1 | 7  | 6  | +1 | 4   |
| Norvegia   | 3 | 1 | 1 | 1 | 5  | 4  | +1 | 4   |
| Slovacchia | 3 | 1 | 0 | 2 | 3  | 8  | -5 | 3   |

| 15 luglio 1995 | Italia     | 4-1 | Grecia     |
|                | Norvegia   | 3-1 | Slovacchia |
| 17 luglio 1995 | Italia     | 2-1 | Norvegia   |
|                | Grecia     | 5-1 | Slovacchia |
| 19 luglio 1995 | Slovacchia | 1-0 | Italia     |
|                | Norvegia   | 1-1 | Grecia     |

### Gruppo B
| Squadre     | P | V | N | P | GF | GS | DR | Pts |
| ----------- | - | - | - | - | -- | -- | -- | --- |
| Spagna      | 3 | 3 | 0 | 0 | 7  | 2  | +5 | 9   |
| Paesi Bassi | 3 | 2 | 0 | 1 | 10 | 6  | +4 | 6   |
| Ungheria    | 3 | 1 | 0 | 2 | 6  | 8  | -2 | 3   |
| Turchia     | 3 | 0 | 0 | 3 | 2  | 9  | -7 | 0   |

| 15 luglio | Spagna      | 2-1 | Ungheria    |
|           | Paesi Bassi | 4-1 | Turchia     |
| 17 luglio | Spagna      | 3-0 | Turchia     |
|           | Paesi Bassi | 5-3 | Ungheria    |
| 19 luglio | Spagna      | 2-1 | Paesi Bassi |
|           | Ungheria    | 2-1 | Turchia     |

## Finale terzo posto
| Katerini 21 luglio 1995 | Grecia | 5 – 0 | Paesi Bassi |  |

## Finale
| Katerini 22 luglio 1995                                                     | Spagna    | 4 – 1     | Italia |  |
| \| \| \| \| \| Carlitos 37’, 61’, 63’ Guti 42’ \| Marcatori \| 89’ Totti \| |           |           |        |  |
|                                                                             |           |           |        |  |
| Carlitos 37’, 61’, 63’ Guti 42’                                             | Marcatori | 89’ Totti |        |  |